# Gary Berland
Gary Berland (9 maggio 1950 – 6 febbraio 1988) è stato un giocatore di poker statunitense.
Soprannominato "Bones", ha vinto 5 braccialetti WSOP in tre edizioni (1977, 1978, 1979). Complessivamente ha centrato 8 piazzamenti a premi WSOP.
Berland è morto a soli 38 anni, secondo Doyle Brunson a causa di una rara malattia ematica.

## Braccialetti delle WSOP
| Anno | Torneo                       | Premio (US$) |
| ---- | ---------------------------- | ------------ |
| 1977 | $500 Seven Card Razz         | $8.300       |
| 1978 | $1.000 Seven Card Razz       | $19.200      |
| 1978 | $500 Seven Card Stud         | $17.100      |
| 1979 | $500 Seven Card Stud         | $24.000      |
| 1979 | $1.000 Seven Card Stud Hi/Lo | $20.400      |